# Tribunal Supremo de Tailandia

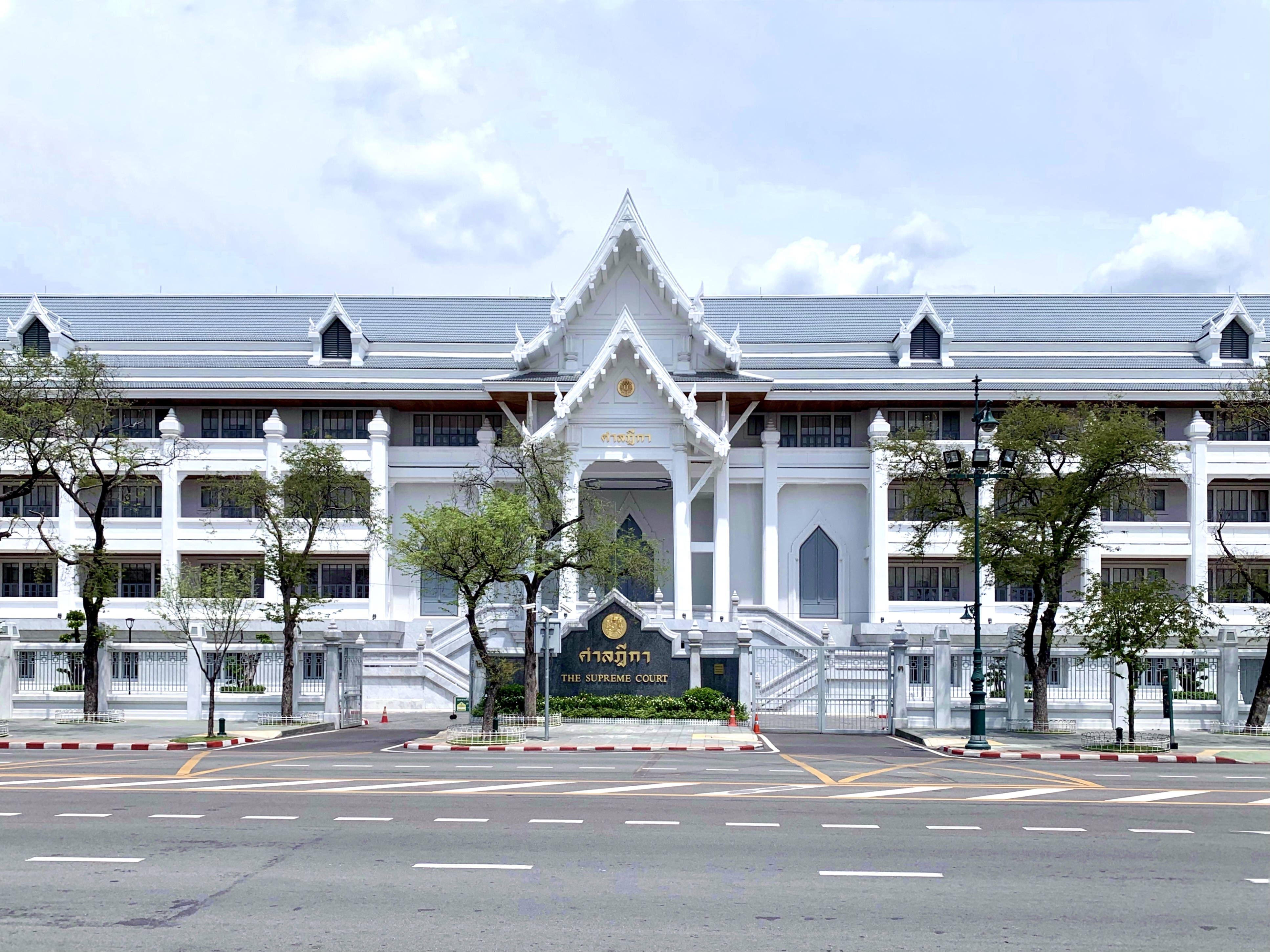
Tribunal Supremo de Tailandia, 2021

El Tribunal Supremo de Tailandia es el más alto tribunal del país y culmina la organización judicial. Su estructura y funciones están recogidas en el artículo 219 de la Constitución de Tailandia aprobada en 2007.
El tribunal es la última instancia de apelación en todas las causas civiles y penales. El tribunal cumple también funciones administrativas y de control del poder judicial, en especial su Presidente.
Está integrado por el presidente, un vicepresidente, el secretario y un número de magistrados en función de lo que establezca la ley. Para sus tareas se divide en secciones (divisiones) según materias, integradas cada una por tres magistrados. Desde 1997 mantiene una sala compuesta por nueve magistrados como primera instancia para juzgar los delitos cometidos por las altas autoridades del país en el desempeño de sus funciones.